# Lebidoti
Lebidoti también denominada Lebi doti es una localidad en Surinam ubicada en el distrito de Brokopondo, en la orilla sureste del embalse de Brokopondo.
Está poblada en su mayoría por cimarrones, principalmente de origen Aucaan.
La villa debió ser trasladada y reubicada luego de la inundación producida al crear el Embalse de Brokopondo, como consecuencia de la construcción de la Represa de Afobaka. En su vecindad se encuentran las villas de Bakoe y Pitean.
Durante el mes de marzo de 2003, los residentes de Lebidoti protestaron ante las autoridades por la contaminación que generan las empresas mineras de la región, fue la primera vez, en la historia de Surinam que se generaba una protesta en contra de las compañías mineras.
El Club Rotario lideró en 2008 un proyecto para construir el acueducto de la localidad y localidades vecinas, con una inversión total de €30.000 donados en su totalidad por The Georg Fischer Bicentenary Foundation.
Aun así, durante la visita del Ministro de Desarrollo Regional: Linus Diko, que se efectuó en marzo de 2012, los residentes presentaron una queja formal sobre la contaminación del agua del embalse. El ministro donó dos tanques de 400 galones de capacidad para la escuela de la localidad.